# Synoviální bursa

Bursa (z latinského bursa – váček), synoviální bursa nebo tíhový váček je placatý váček sloužící jako měkký mazací polštářek uvnitř kloubu nebo mezi svaly, šlachami a kostmi. Obsahuje synoviální tekutinu („kloubní maz“). Bursy obtěsnávají větší klouby obratlovců (např. člověka) a pohybem jejich svalů a šlach se smačkávají, čímž ze sebe vylučují synoviální maz,[rozpor] jehož důležitou složkou je kyselina hyaluronová. Ten promazává chrupavčité plochy kloubu za jejich pohybu. Bursy jsou někdy součástí kloubního pouzdra, jindy tvoří měkký polštářek mezi vazem či šlachou a kostěnou strukturou, přes kterou se tyto otírají.

## Nejvýznamnější bursy v lidském těle
- Bursa suprapatellaris
- Bursa subacromialis
- Bursa subscapularis
- Bursa olecrani
- Bursa radialis
- Bursa ulnaris
- Bursa musculi bicipiti brachii
- Bursa ischiadica musculi glutaei maximi

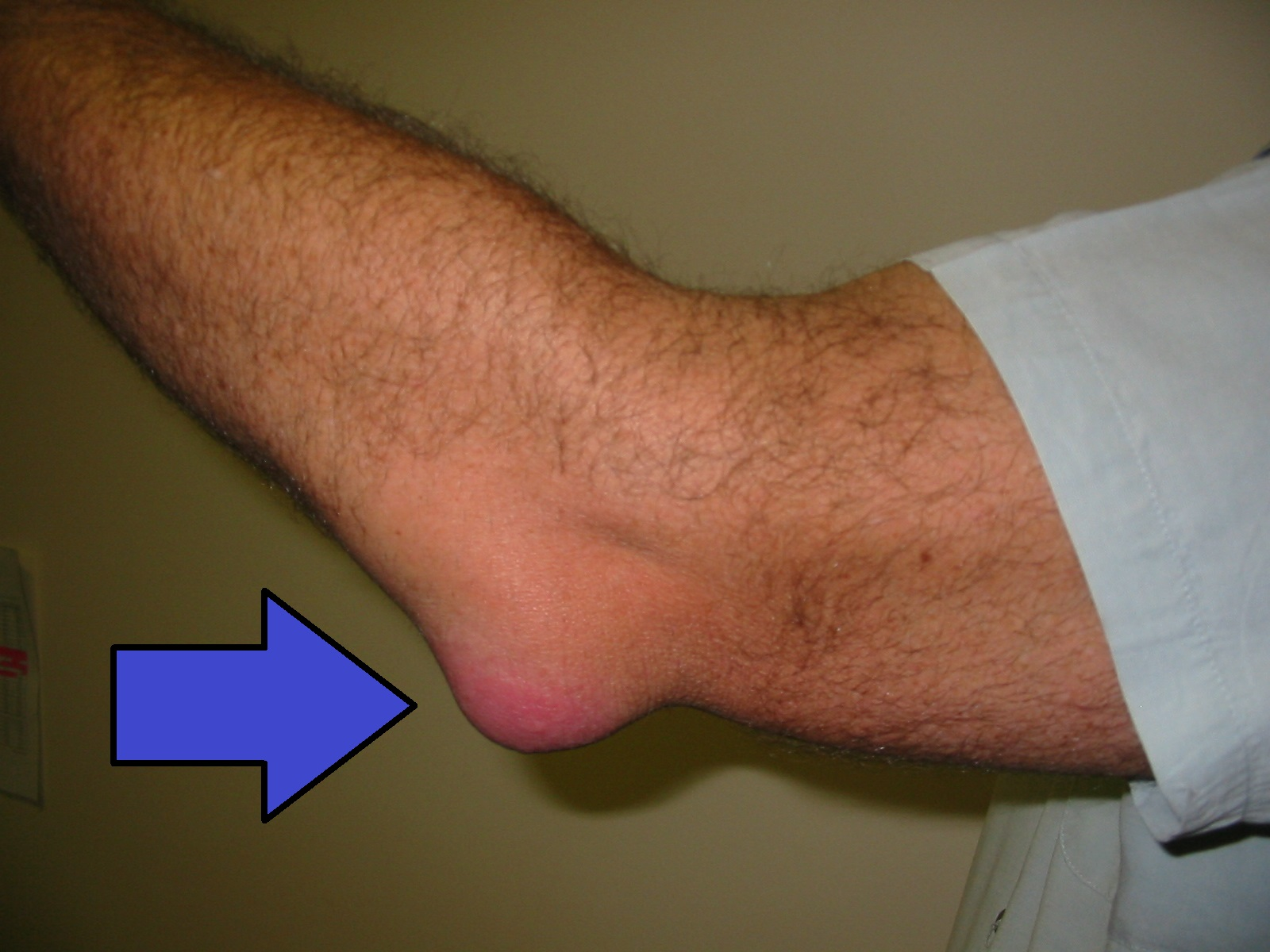
Bursitida olekranu (bursitis olecrani, tzv. písařský či studentský loket) je bolestivé zduření bursa subcutanea olecrani

- Bursa musculi poplitei
- Bursa musculi semimembranosi
- Bursa tendinis calcanei
- Bursa subtendinis calcanei

## Postižení a terapie
Bursy představují jednu ze slabin kloubní funkčnosti, neboť snadno podléhají zánětům (bursitis). I proto je dobré klouby při zánětlivých onemocněních nepřetěžovat a zánětlivá onemocnění doléčit.
Vlivem artrotických změn v kloubu může docházet i k desikaci (vysoušení) burs, což vede k další degeneraci kloubních pouzder a kloubních chrupavek. V rané fázi je řešením manuální terapie, v pokročilejší fázi je třeba ortopedické intervence.